# Astrologia eletiva
A astrologia eletiva ou astrologia de eleição é um ramo da Astrologia que calcula os dias apropriados para se empreender certos eventos como casamento, abertura de empresa, compra de uma propriedade ou uma grande viagem.

## História
Os presságios babilônicos eventualmente geraram uma forma rudimentar de Astrologia eletiva. O astrólogo apenas selecionava um tempo futuro quando o presságio fosse favorável para qualquer que fosse a ação.
O Livro 5 de Doroteu de Sidon é o tratado mais antigo da Astrologia horária e eletiva que chegou até nós. Era bem conhecido pelos astrólogos árabes e muito da tradição recebida é remanescente desse tratado.
O Centiloquium de Hermes Trismegisto, um dos vários tratados sobre Astrologia atribuídos a Hermes, mas cujo verdadeiro autor é desconhecido, contém 100 aforismos relacionados à Astrologia natal, horária e eletiva. Alguns exemplos de previsões:
13. Quando a Lua estiver ao Sul, descendendo em Escorpião ou Peixes, não se deve iniciar nenhuma construção pois será demolida.
23. A partida para uma jornada de um rei ou príncipe é absolutamente reprovada quando Câncer estiver em seu ascendente.
74. Quando a Lua estiver em um dos signos ruminantes (Áries, Touro, Sagitário e Capricórnio) ou em conjunção com um planeta retrógrado, não é bom ingerir purgativos, pois podem causar vômitos ou outros males.

## Prática
Na Astrologia eletiva, o consulente informa ao astrólogo sobre o evento que pretende planejar. O astrólogo então encontra uma data e hora mais auspiciosas para o evento ter lugar, em torno do qual consulente vai se planejar. O método de chegar a essas conclusões é baseado nas posições relativas das estrelas, planetas e outros corpos celestes em vários momentos.